# Madeleine Horst
Pour les articles homonymes, voir Horst.
Madeleine Horst, née à Paris le 25 mars 1892 et morte à Strasbourg le 19 juillet 1987, est une traductrice française, alsacienne d'adoption.

## Biographie
Née Madeleine Stroh, elle épousa en 1913 Louis-Paul Horst, pasteur à l'église Saint-Nicolas de Strasbourg. Elle est la sœur de Henri Charles Stroh polytechnicien, mort en Déportation près de Buchenwald.
Bilingue, Madeleine Horst traduisit notamment de l'allemand Sébastien Brant, Jean Geiler de Kaysersberg. Karl Jasper et Albert Schweitzer.
Elle reçoit le prix Langlois de l’Académie française en 1978.
Secrétaire générale de l'Association française des amis d'Albert Schweitzer, elle fut la rédactrice en chef des Cahiers Albert Schweitzer entre 1980 et 1987.
Elle est inhumée auprès de son époux au cimetière Saint-Gall de Strasbourg.